# Draisina

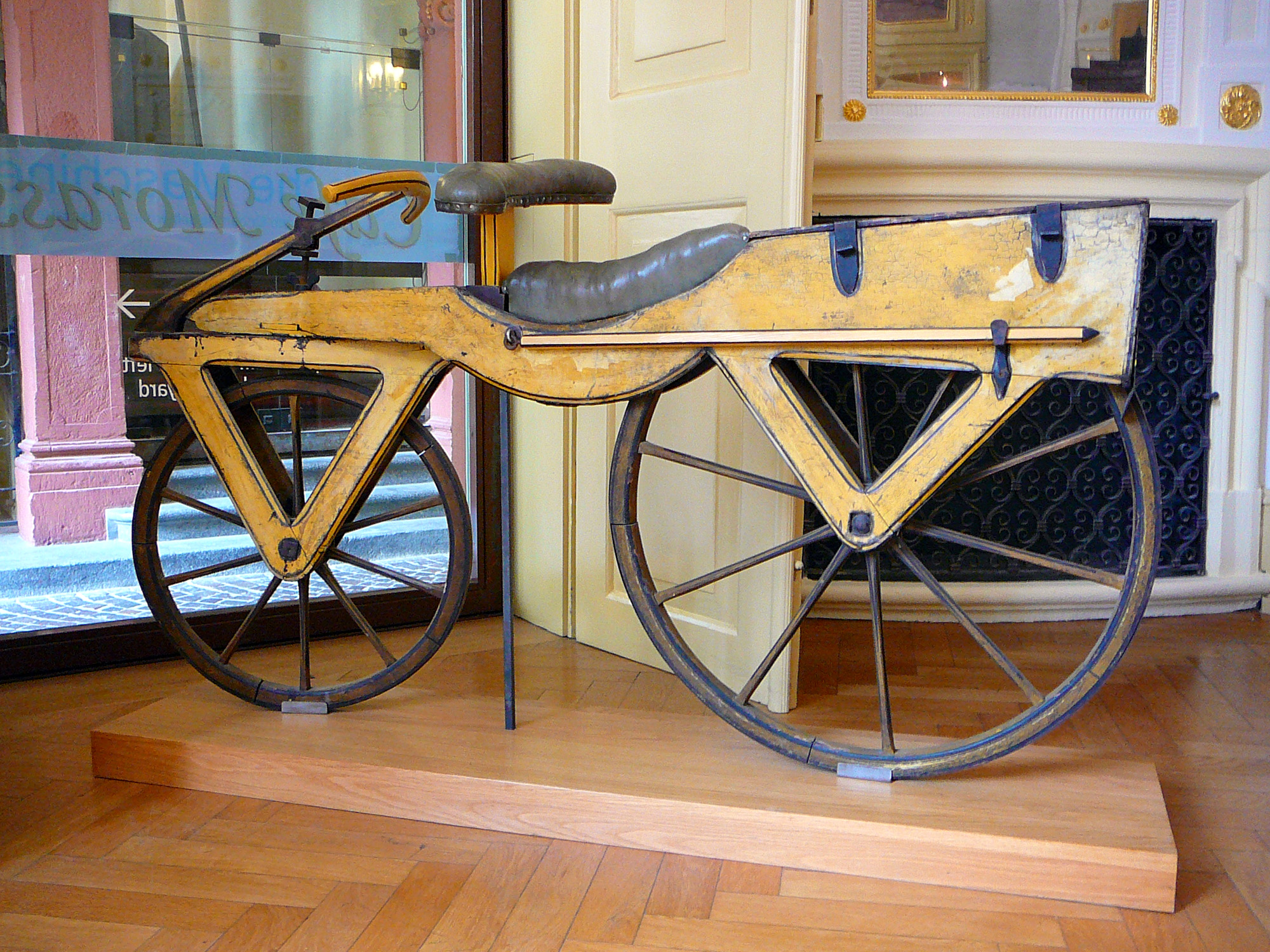
La draisina (ca. 1820) era el primer vehicle de dues rodes disposades en línia, i el primer vehicle pràctic de propulsió humana.

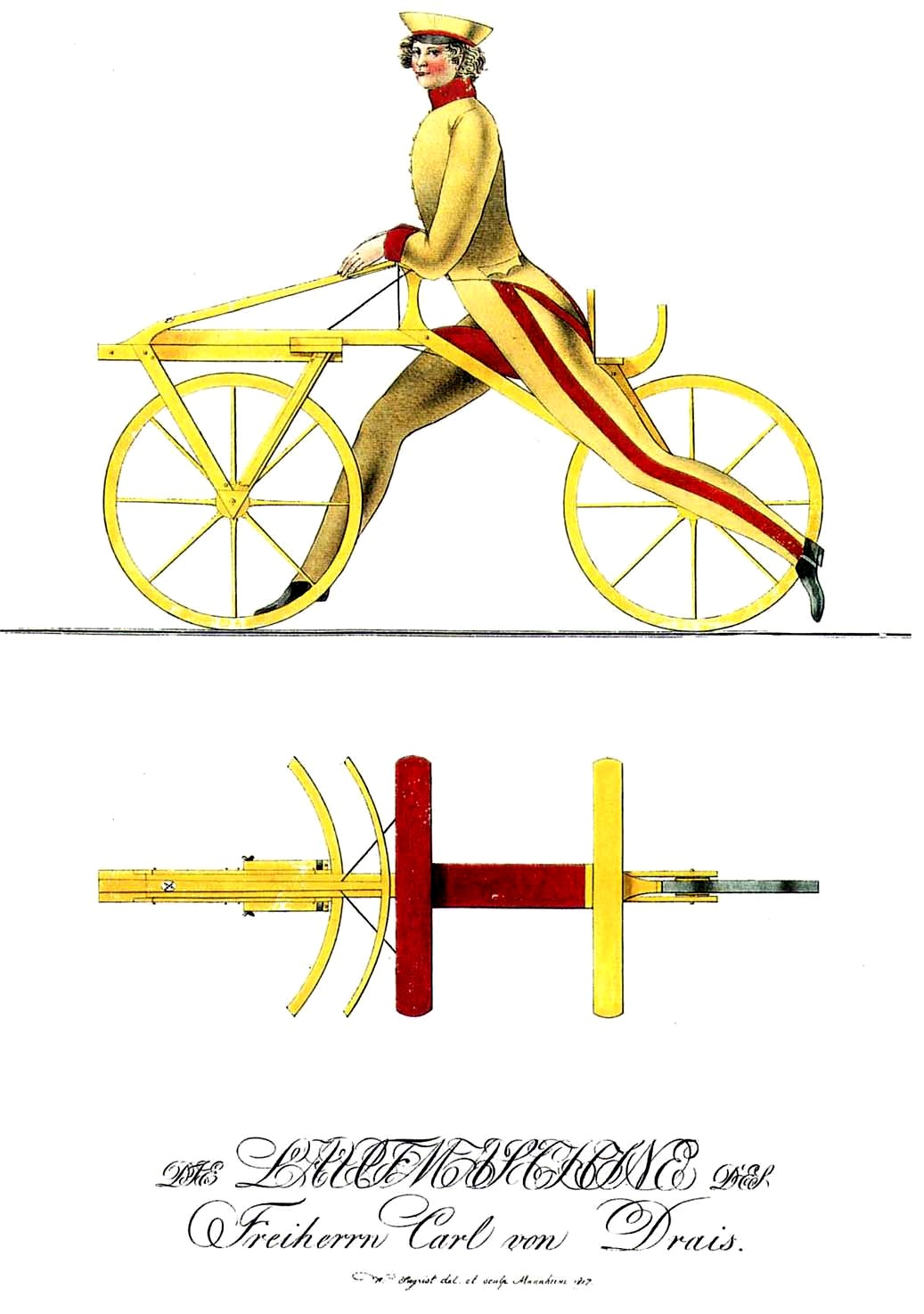
El «cavallet de fusta» (dandi-horse) de Drais (1817)

La draisina ( draisine  en anglès o  Draisienne  -en francès) és un vehicle de dues rodes precursor de la bicicleta, creat el 1817, i que rebé aquest nom en honor del seu inventor, el baró alemany Karl Drais.
La draisina és la primera reivindicació fiable de l'ús pràctic d'una bicicleta, bàsicament el primer èxit comercial de dues rodes, dirigibles, del vehicle amb interacció humà-màquina, que més tard es va denominar velocípede.

## Història
El 1817, el baró alemany Karl Christian Ludwig Drais von Sauerbronn va inventar el primer vehicle de dues rodes, al que va anomenar  màquina errant  (en alemany,  laufmaschine ), precursora de la bicicleta i la motocicleta. Aquesta «màquina errant» consistia en una espècie de carret de dues rodes, col·locades una darrere l'altra, i un manillar. La persona es mantenia asseguda sobre una petita muntura, col·locada al centre d'un petit marc de fusta. Per moure, empenyia alternativament amb el peu esquerre i el dret cap endavant, en forma semblant al moviment d'un patinador. Amb aquest impuls, el vehicle adquiria una velocitat gairebé idèntica a la d'un cotxe. Els seus braços descansaven sobre un recolzabraços de ferro, i amb les mans sostenia una vara de fusta, unida a la roda davantera, que girava en la direcció cap a la qual volia anar el conductor.
Aquest invent estava basat en la idea que una persona, en caminar, malgasta molta força per haver de desplaçar el seu pes en forma alternada d'un peu a l'altre. Drais va aconseguir crear aquest senzill vehicle que li va permetre a l'home evitar aquest treball. Aquesta màquina, va evolucionar ràpidament fins a arribar a la bicicleta actual.